# Szubin
Pour la gmina, voir Szubin (gmina).
Szubin (en allemand : Schubin), est une ville de Pologne, située dans la voïvodie de Couïavie-Poméranie et le powiat de Nakło nad Notecią.

## Histoire
De 1818 à 1920, Schubin fait partie de l'arrondissement de Schubin dans le district de Bromberg au sein de la province de Posnanie.